# 광촉매

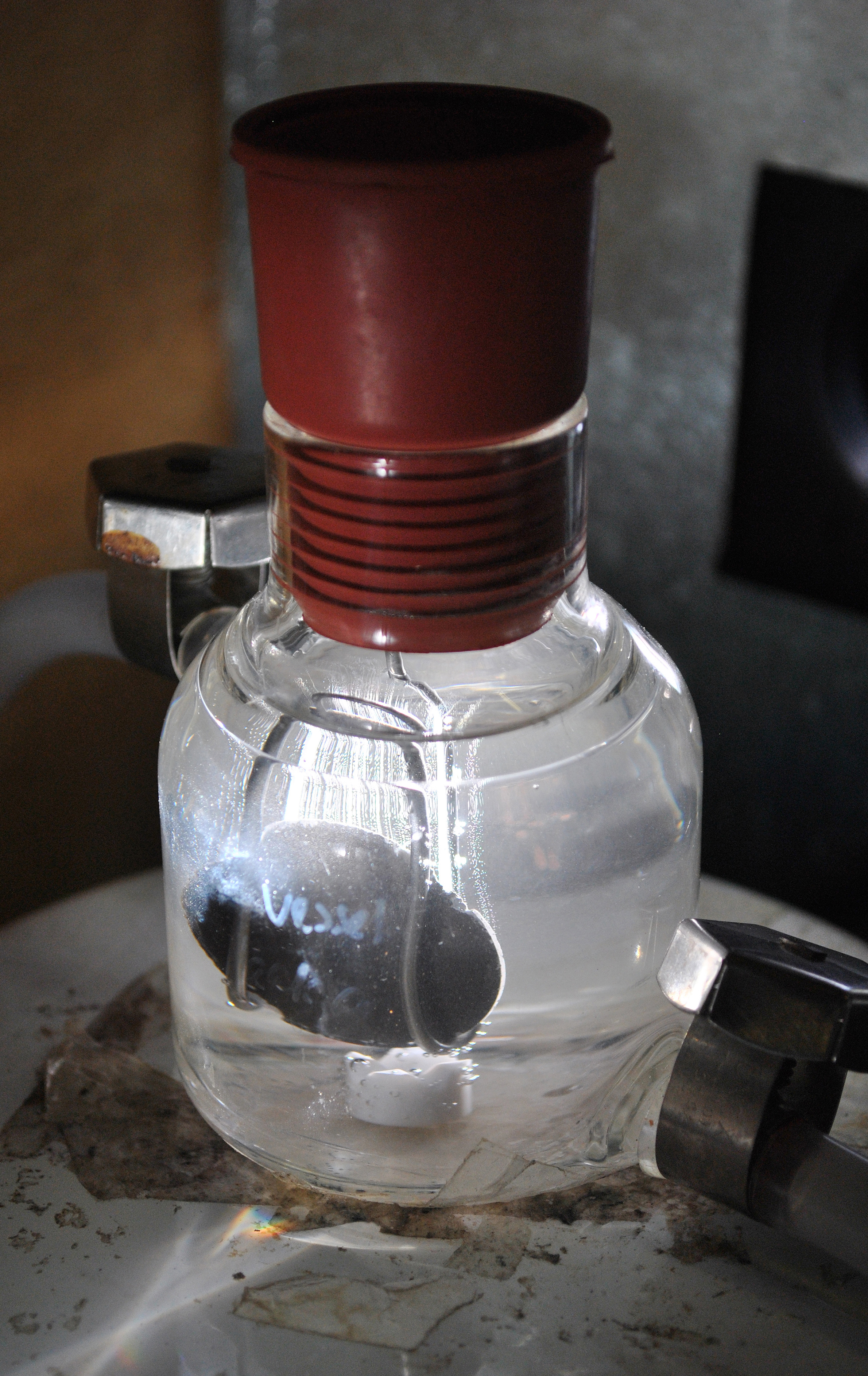
위 실험에서 광원(오른쪽 프레임 밖)에서 나온 광자는 이산화 타이타늄(TiO_{2}) 디스크 표면에 흡수되어 물질 내 전자를 여기시킨다. 이 전자들은 물 분자와 반응하여 물을 수소와 산소 성분으로 분해한다. 이 실험에서는 물에 용해된 화학 물질이 산소 생성을 막아 산소가 수소와 재결합하는 것을 방지한다.

화학에서 광촉매 작용(photocatalysis)은 광촉매(光觸媒, photocatalyst)의 존재 하에 광반응이 가속화되는 현상이며, 광촉매의 여기 상태는 "반응 파트너와 반복적으로 상호 작용하여 반응 중간체를 형성하고 이러한 상호 작용의 각 주기 후에 스스로 재생된다." 촉매 광분해에서, 빛은 흡착된 기질에 의해 흡수된다. 광생성 촉매 작용에서 광촉매 활성은 촉매의 능력에 달려 있다. 많은 경우, 촉매는 UV 또는 가시광선에 노출될 때 전자-정공 쌍을 생성하여 자유 라디칼을 생성하는 고체이다. 광촉매는 불균일, 균일, 플라스몬 안테나-반응기 촉매의 세 가지 주요 그룹으로 분류된다. 각 촉매의 사용은 선호되는 응용 분야와 필요한 촉매 반응에 따라 달라진다.

## 역사

### 초기 언급 (1911년–1938년)
가장 초기의 언급은 1911년 독일 화학자 알렉산더 아이브너 박사가 산화 아연(ZnO)의 빛 노출이 프러시안 블루라는 짙은 파란색 안료를 표백하는 연구에서 이 개념을 통합했을 때 나왔다. 이 무렵 브루너와 코작은 빛에 노출된 우라닐 염 존재 하에 옥살산이 분해되는 현상에 대해 논의한 기사를 발표했으며, 1913년에는 란다우가 광촉매 현상을 설명하는 기사를 발표했다. 이들의 기여는 광화학 반응에서 광자 플럭스를 결정하는 기초를 제공하는 액티노미터 측정의 개발로 이어졌다. 잠시 중단된 후 1921년 Baly 외 연구진은 수산화제일철과 콜로이드성 우라늄 염을 촉매로 사용하여 가시광선 아래에서 폼알데하이드를 생성했다.
1938년 두드브(Doodeve)와 키체너(Kitchener)는 매우 안정적이고 비독성 산화물인 TiO
2가 산소 존재 하에서 염료를 표백하는 광감제로 작용할 수 있음을 발견했는데, 이는 TiO
2에 의해 흡수된 자외선이 표면에서 활성 산소 종을 생성하여 광산화를 통해 유기 화학 물질에 얼룩이 생기게 했기 때문이다. 이는 불균일 광촉매 작용의 근본적인 특성에 대한 최초의 관찰이었다.

### 1964년–2024년
광촉매 연구는 1964년 V.N. 필리모노프가 ZnO와 TiO
2의 이소프로판올 광산화를 조사하면서 다시 시작되었다. 1965년 카토와 마시오, 도에르플러와 하우페, 이케카와 외 연구진(1965)은 ZnO 복사로부터 CO
2와 유기 용매의 산화/광산화를 탐구했다. 1970년 포르멘티 외 연구진과 다나카와 블라이홀드는 각각 다양한 알켄의 산화와 N2O의 광촉매 분해를 관찰했다.
1972년 후지시마 아키라와 혼다 겐이치가 자외선이 조사된 TiO
2 전극이 백금 전극에 전기적으로 연결되었을 때 물의 전기화학적 광분해가 발생한다는 사실을 발견하면서 획기적인 발전이 이루어졌다. 자외선이 TiO
2 전극에 흡수되면서 전자가 양극에서 백금 음극으로 흘러 수소 기체가 생성되었다. 이는 대부분의 수소 생산이 천연가스 개질 및 가스화에서 비롯되는 상황에서 청정하고 비용 효율적인 수소 생산의 첫 번째 사례 중 하나였다. 후지시마와 혼다의 연구는 다른 진전으로 이어졌다. 1977년 노직은 전기화학적 광분해 과정에 백금, 금과 같은 귀금속을 통합하면 광활성을 증가시킬 수 있으며 외부 전위가 필요하지 않다는 것을 발견했다. 바그너와 소모르자이(1980), 사카타와 가와이(1981)는 각각 티탄산 스트론튬(SrTiO3) 표면에서의 광생성을 통한 수소 생산과 에탄올에서 TiO
2 및 PtO2를 빛으로 조사하여 수소와 메테인을 생성하는 것을 설명했다.
수십 년 동안 광촉매는 상업적인 목적으로 개발되지 않았다. 그러나 2023년에 미국 회사(Pure-Light Technologies, Inc.)는 VOC 저감 및 살균 작용을 위한 광범위한 상업화를 가능하게 하는 다양한 공식 및 공정을 개발하여 여러 특허를 획득했다. 추(Chu) 외 연구진(2017)은 물의 전기화학적 광분해의 미래를 평가하면서, "자연 광합성을 모방할" 비용 효율적이고 에너지 효율적인 광전기화학(PEC) 탠덤 셀 개발의 주요 과제를 논의했다.

## 광촉매의 종류

### 불균일 광촉매
불균일 촉매 작용에서 촉매는 반응물과 다른 상에 존재한다. 불균일 광촉매는 다양한 반응을 포함하는 분야이다: 약하거나 완전한 산화, 탈수소화, 수소 이동, 18O2–16O2 및 중수소-알칸 동위원소 교환, 금속 증착, 물 해독, 그리고 기체 오염물질 제거.
대부분의 불균일 광촉매는 전이 금속 산화물과 반도체이다. 전자의 연속적인 전자 상태를 가진 금속과 달리, 반도체는 고체 내에서 광활성화로 생성된 전자와 양공의 재결합을 촉진할 에너지 준위가 없는 공극 에너지 영역을 가지고 있다. 반도체 MO 다이어그램에서 채워진 원자가띠와 비어 있는 전도띠 사이의 에너지 차이는 띠틈이다. 반도체가 재료의 띠틈과 같거나 그보다 큰 에너지의 광자를 흡수하면 전자는 원자가띠에서 전도띠로 여기되어 원자가띠에 양공을 생성한다. 이 전자-양공 쌍은 엑시톤이다. 여기된 전자와 양공은 재결합하여 전자의 여기에서 얻은 에너지를 열로 방출할 수 있다. 이러한 엑시톤 재결합은 바람직하지 않으며 더 높은 수준의 비용 효율성을 가져온다. 기능성 광촉매를 개발하려는 노력은 종종 엑시톤 수명을 연장하고, 상이종접합(예: 아나타제-금홍석 계면), 귀금속 나노입자, 실리콘 나노와이어 및 치환성 양이온 도핑과 같은 구조적 특징에 의존할 수 있는 다양한 접근 방식을 사용하여 전자-양공 분리를 개선하는 데 중점을 둔다. 광촉매 설계의 궁극적인 목표는 여기된 전자가 산화제와 반응하여 환원 생성물을 생성하고/하거나 생성된 정공이 환원제와 반응하여 산화된 생성물을 생성하도록 촉진하는 것이다. 양공(h+)과 여기된 전자(e−)의 생성으로 인해 빛에 의해 조사된 반도체 표면에서 산화·환원 반응이 일어난다.
산화 반응의 한 메커니즘에서, 정공은 표면에 존재하는 수분과 반응하여 수산화 라디칼을 생성한다. 반응은 광자(hv) 흡수에 의해 금속 산화물(MO) 표면에서 광유도된 엑시톤 생성으로 시작된다:
MO + hν → MO (h+ + e−)
광촉매 효과로 인한 산화 반응:
h+ + H2O → H+ + •OH
2 h+ + 2 H2O → 2 H+ + H2O2
H2O2→ 2 •OH
광촉매 효과로 인한 환원 반응:
e− + O2 → •O2−
•O2− + HO2• + H+ → H2O2 + O2
H2O2 → 2 •OH
결과적으로 두 반응 모두 수산화 라디칼을 생성한다. 이 유리기는 산화성이며 E0 = +3.06 V의 산화환원 전위를 가진 비선택적이다. 이는 일반적으로 E0 = +2.00 V보다 크지 않은 많은 일반적인 유기 화합물보다 훨씬 크다. 이로 인해 이러한 라디칼은 비선택적 산화 거동을 보인다.
TiO
2는 넓은 띠틈 반도체로서 불균일 촉매 작용에 흔히 사용된다. 화학 환경에 대한 비활성 및 장기적인 광 안정성으로 인해 TiO
2는 많은 실제 응용 분야에서 중요한 물질이 되었다. 금홍석 (띠틈 3.0 eV) 및 아나타제 (띠틈 3.2 eV) 상의 TiO2에 대한 연구가 흔하다. 반도체의 띠틈과 같거나 그보다 큰 에너지의 광자를 흡수하면 광촉매 반응이 시작된다. 이는 전자-정공 (e−/h+) 쌍을 생성한다.
{\displaystyle {\ce {TiO2 ->[{hv}][{}] e- (TiO2) + h+(TiO2)}}}
여기서 전자는 전도띠에 있고 정공은 원자가띠에 있다. 조사된 TiO
2 입자는 반도체와 접촉하는 분자에 대한 전자 주개 또는 받개로 작용할 수 있다. 원자가띠의 정공은 강하게 산화적이고 전도띠의 전자는 강하게 환원적이기 때문에 흡착된 종과 산화·환원 반응에 참여할 수 있다.

### 균일 광촉매
균일 광촉매에서 반응물과 광촉매는 동일한 상에 존재한다. 대기가 스스로 정화되고 큰 유기 화합물을 제거하는 과정은 기체 상 균일 광촉매 반응이다. 많은 광촉매 개발 시 종종 오존 공정이 언급된다:
{\displaystyle {\ce {2 O3(g) + H2O(g) ->[{hv}] O2(g) + 2OH.}}}
대부분의 균일 광촉매 반응은 수용액 상이며, 전이 금속 착물 광촉매를 포함한다. 전이 금속 착물을 광촉매로 널리 사용하는 것은 주로 넓은 띠틈과 종의 높은 안정성 때문이다. 균일 광촉매는 청정 수소 연료 생산에 흔히 사용되며, 특히 코발트 및 철 배위 화합물의 사용이 두드러진다.
오존 공정을 이용한 철 착물 수산화 라디칼 형성은 수소 연료 생산에 흔히 사용된다(펜톤 시약 공정이 광여기 없이 낮은 pH 조건에서 수행되는 것과 유사하다):
{\displaystyle {\ce {Fe^2+ +H2O2 ->[{hv}] Fe^3+ +OH- + HO.}}}
{\displaystyle {\ce {Fe^3+ +H2O2 ->[{hv}] Fe^2+ H+ + HO2.}}}
{\displaystyle {\ce {Fe^2+ +HO. -> Fe^3+ +OH-}}}
착물 기반 광촉매는 반도체이며, 불균일 촉매와 동일한 전자적 특성으로 작동한다.

### 플라스몬 안테나-반응기 광촉매
플라스몬 안테나-반응기 광촉매는 촉매와 촉매의 빛 흡수 능력을 증가시켜 효율을 높이는 안테나를 결합한 광촉매이다.
Au 광 흡수체와 결합된 이산화 규소SiO
2 촉매는 황화 수소-수소 반응을 가속화했다. 이 과정은 800–1,000 °C (1,470–1,830 °F)에서 작동하는 기존의 클라우스 공정의 대안이다.
Cu 광 흡수체와 결합된 Fe 촉매는 가시광선을 사용하여 상온에서 암모니아NH
3로부터 수소를 생산할 수 있다. 기존의 Cu-Ru 생산은 650–1,000 °C (1,202–1,832 °F)에서 작동한다.

## 응용 분야

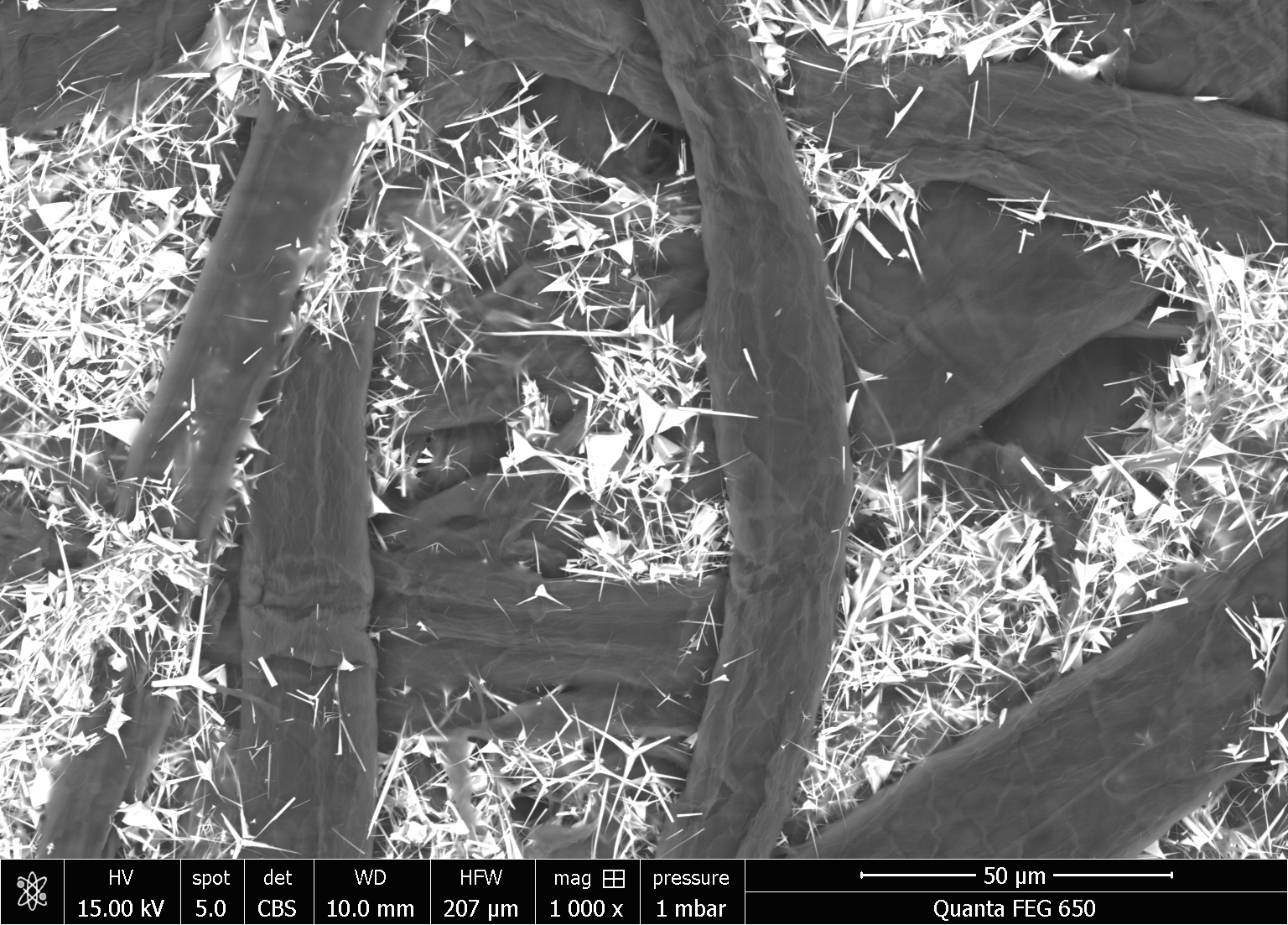
종이 내 목재 펄프(어두운 섬유)와 사족형 산화 아연마이크로 입자(희고 뾰족함)의 SEM 이미지.

광활성 촉매는 지난 10년간 도입되었으며, TiO
2 및 ZnO 나노로드 등이 있다. 대부분은 띠 구조 때문에 UV 조사 하에서만 작동한다는 문제점을 가지고 있다. 그래핀-ZnO 나노복합체를 포함한 다른 광촉매는 이 문제를 해결한다. 수십 년 동안 넓은 광 흡수 능력을 가진 활성 광촉매를 개발하려는 수많은 시도가 있었다. 2020년에 처음 도입된 고엔트로피 광촉매는 이러한 노력의 결과물이다. 이들은 수소 생산, 산소 생산, 이산화 탄소 전환 및 플라스틱 폐기물 전환에 활용되어 왔다.

### 종이
시험용 종이 생산에 마이크로 크기의 산화 아연 사족형 입자가 첨가되었다. 가장 흔한 것은 나노로드, 나노튜브, 나노섬유, 나노와이어와 같은 1차원 나노 구조뿐만 아니라 나노플레이트, 나노시트, 나노구, 테트라포드 등이다. ZnO는 강력한 산화성, 화학적 안정성, 향상된 광촉매 활성을 가지며, 큰 자유-엑시톤 결합 에너지를 가진다. 비독성, 풍부하고, 생체 적합성, 생분해성, 환경 친화적, 저비용이며, 간단한 화학 합성과 호환된다. ZnO는 태양 복사 하에서의 광촉매 작용에 널리 사용되는 데 한계가 있다. 띠틈을 줄이고 전하 캐리어 분리를 개선하기 위한 도핑을 포함하여 이러한 한계를 극복하기 위한 여러 접근 방식이 제안되었다.

### 물 분해
광촉매 물 분해는 물을 수소와 산소로 분리한다.
2 H
2O  →  2 H
2 + O
2
가장 널리 연구된 재료인 TiO
2는 비효율적이다. TiO
2와 산화 니켈(NiO) 혼합물은 더 활성이 높다. NiO는 가시 스펙트럼의 상당한 활용을 가능하게 한다. 자외선 영역에서 효율적인 광촉매 중 하나는 란타넘이 도핑되고 산화 니켈조촉매가 로드된 탄탈라이트 나트륨(NaTaO3)을 기반으로 한다. 표면은 란타넘 도핑으로 나노 단계로 홈이 파여 있다(3–15 nm 범위, 나노 기술 참조). NiO 입자는 가장자리에 존재하며, 산소는 홈에서 방출된다.

### 자가 세척 유리
이산화 타이타늄은 자가 세척 유리에 사용된다. TiO
2에서 생성된 유리기는 유기물을 산화시킨다. 거친 쐐기형 TiO
2 표면은 옥타데실포스폰산(ODP)의 소수성 단층으로 개질될 수 있다. 10초 동안 플라스마 에칭 후 ODP로 표면을 개질한 TiO
2 표면은 150° 이상의 물 접촉각을 보였다. 이 표면은 TiO
2 광촉매 작용으로 인한 옥타데실포스폰산 코팅의 급격한 분해로 인해 UV 조명 시 초친수성 표면(물 접촉각 = 0°)으로 전환되었다. TiO
2의 넓은 띠틈으로 인해 반도체 물질의 빛 흡수 및 결과적인 미도핑 TiO
2의 초친수성 전환은 자외선 복사(파장 <390 nm)를 필요로 하며, 이로 인해 자가 세척은 실외 응용 분야로 제한된다.

### 소독 및 청소
- 물 소독/오염 제거,[43] 태양열 물 소독(SODIS)의 한 형태이다.[44][45] 흡착제는 테트라클로로에틸렌과 같은 유기물을 흡착한다. 흡착제는 18시간 동안 충전된 베드에 놓인다. 사용된 흡착제는 재생 용액에 놓여, 흡착 중 물의 흐름과 반대 방향으로 뜨거운 물을 통과시켜 여전히 부착된 유기물을 제거하고 분해한다. 재생 용액은 실리카 겔 광촉매가 채워진 고정 베드를 통과하여 잔여 유기물을 제거하고 분해한다.
- TiO
2 자가 멸균 코팅(식품 접촉 표면 및 미생물 병원체가 간접 접촉으로 퍼지는 기타 환경에 적용).[46]
- 자기장을 이용하여 교반된 유기 오염 물질의 자기 TiO
2 나노입자 산화.[47]
- 수술 도구 멸균 및 전기 및 광학 부품의 지문 제거.[48]

### CO2로부터 탄화수소 생산
TiO
2는 이산화 탄소CO
2를 기체 탄화수소로 전환한다. 제안된 반응 메커니즘은 일산화 탄소 및 이산화 탄소로부터 고반응성 탄소 라디칼이 생성되고, 이 라디칼이 광생성된 양성자와 반응하여 궁극적으로 메테인을 형성하는 것을 포함한다. TiO
2 기반 광촉매의 효율은 낮지만, 탄소 나노튜브 및 금속 나노입자와 같은 나노 구조는 도움이 된다.

### 페인트
ePaint는 기존의 방오 해양 페인트보다 독성이 적은 대안으로, 과산화수소를 생성한다.
폴리피리딜 착물, 포르피린, 또는 기타 염료에 의한 유기 반응의 광촉매는 고전적인 방법으로는 접근할 수 없는 물질을 생산할 수 있다. 대부분의 광촉매 염료 분해 연구는 TiO
2를 사용했다. TiO
2의 아나타제 형태는 더 높은 광자 흡수 특성을 가진다.

### 여과 막
광촉매 유리기 생성 종은 유기 오염 물질을 고효율로 무독성 화합물로 분해할 수 있게 한다. 음식 염료의 아조 결합을 분해하는 CuO 나노시트 사용은 그 한 예로, 단 6분 만에 96.99% 분해되었다. 유기물 분해는 특히 폐기물 처리에서 매우 적용 가능한 특성이다.
여과 막을 위한 지지 시스템으로서 광촉매 TiO2의 사용은 폐수 처리에서 막 생물반응기를 개선하는 데 유망함을 보여준다. 고분자 기반 막은 혼합 및 코팅된 TiO2 막 모두에서 파울링 감소 및 자가 세척 특성을 보였다. 광촉매 코팅 막은 광촉매의 표면 노출 증가가 유기 분해 활성을 증가시키기 때문에 가장 유망하다.
광촉매는 수계에서 육가크롬과 같은 독성 중금속을 환원하는 데에도 매우 효과적이다. 가시광선 하에서 실리콘 카바이드 상의 Ce-ZrO2 졸-겔에 의한 Cr(VI) 환원은 중금속을 삼가크롬으로 환원하는 데 97%의 효율을 보였다.

### 공기 정화
Light2CAT는 유럽 연합 집행위원회가 2012년부터 2015년까지 자금을 지원한 프로젝트였다. 이 프로젝트는 가시광선을 흡수할 수 있는 변형된 TiO
2를 개발하고 이 변형된 TiO
2를 건설 콘크리트에 포함시키는 것을 목표로 했다. TiO
2는 NOx와 같은 유해 오염 물질을 NO3−로 분해한다. 변형된 TiO2는 덴마크 코펜하겐과 홀벡, 스페인 발렌시아에서 사용되고 있다. 이 "자가 세척" 콘크리트는 1년 동안 NOx를 5-20% 감소시켰다.

## 정량화
ISO 22197-1:2007은 광촉매를 포함하거나 표면에 광촉매 필름이 있는 물질의 NO
2 제거 측정 시험 방법을 지정한다.
특정 FTIR 시스템은 특히 휘발성 유기 화합물 및 대표적인 결합제 매트릭스에 대한 광촉매 활성 또는 비활성을 특성화하는 데 사용된다.
질량 분석법은 질소 NOx 또는 CO
2와 같은 기체 오염 물질의 분해를 추적하여 광촉매 활성을 측정할 수 있다.

## 같이 보기
- 집광 재료
- 광화학전지
- 광분해
- 광촉매 활성 지시 잉크
- 광촉매 물 분해
- 광산화환원 촉매
- 광전기화학적 산화
- 광증감제
- 녹색 광촉매